# Euechinoidea
Phân lớp Euechinoidea bao gồm hầu hết các loài nhím biển sống, và các dạng hóa thạch có từ kỷ Trias.

## Phân loại
Danh sách các bộ theo cơ sở dữ liệu sinh vật biển:
- Phân thứ lớp Acroechinoidea
  - Bộ Aspidodiadematoida
  - Bộ Diadematoida
  - Bộ Micropygoida
  - Bộ Pedinoida
- Phân thứ lớp Carinacea
  - Liên bộ Calycina
    - Bộ Phymosomatoida †
    - Bộ Salenioida

  - Liên bộ Echinacea
    - Bộ Arbacioida
    - Bộ Camarodonta
    - Bộ Stomopneustoida
- Bộ Echinothurioida
- Phân thứ lớp Irregularia
  - Liên bộ Atelostomata
    - Bộ Holasteroida
    - Bộ Spatangoida

  - Bộ Echinoneoida
  - Bộ Holectypoida †
  - Liên bộ Neognathostomata
    - Bộ Cassiduloida
    - Bộ Clypeasteroida
    - Bộ Echinolampadoida
    - Bộ Nucleolitidae †

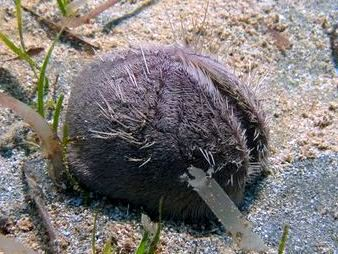
Spatangus purpureus
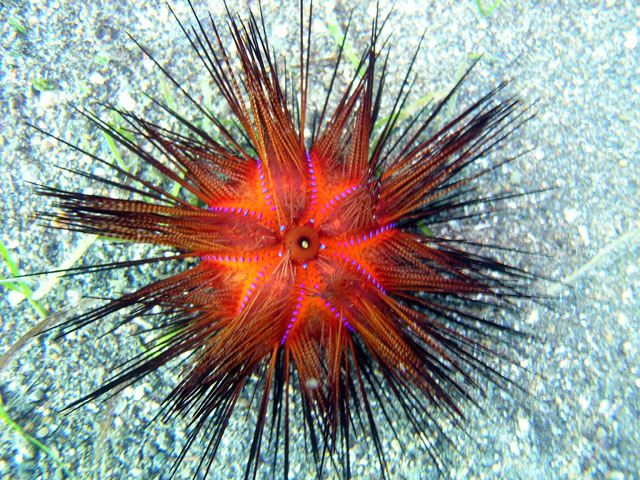
Astropyga radiata
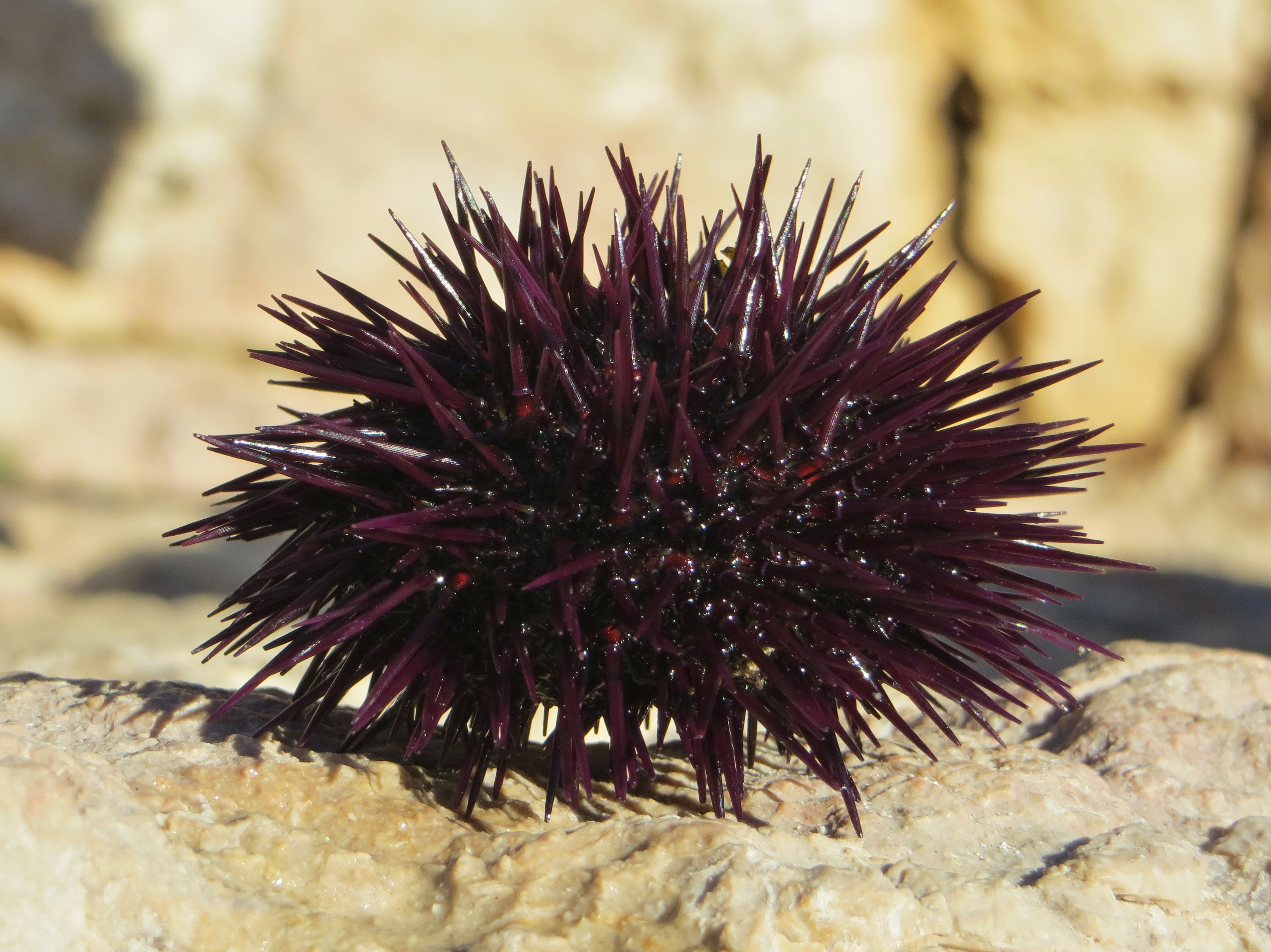
Paracentrotus lividus
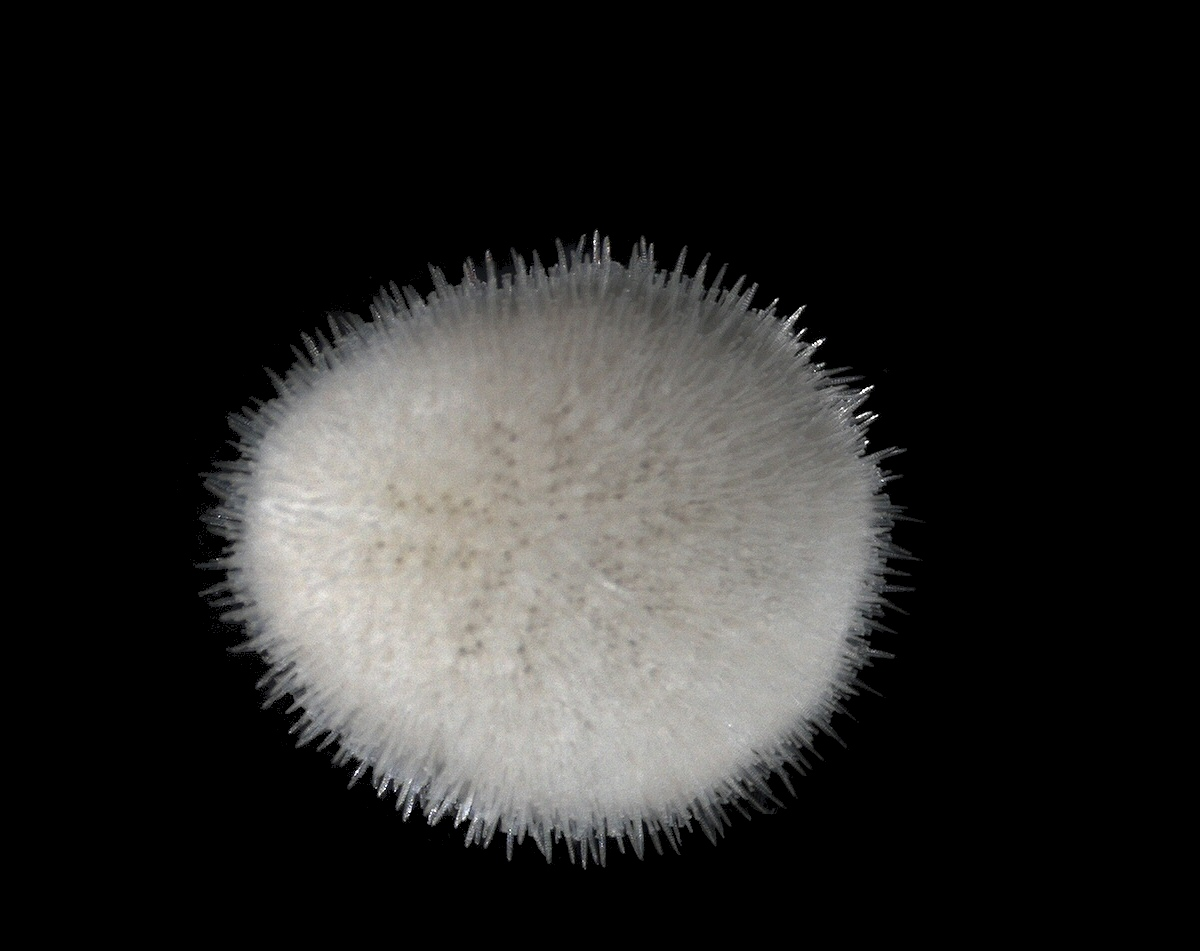
Echinocyamus pusillus
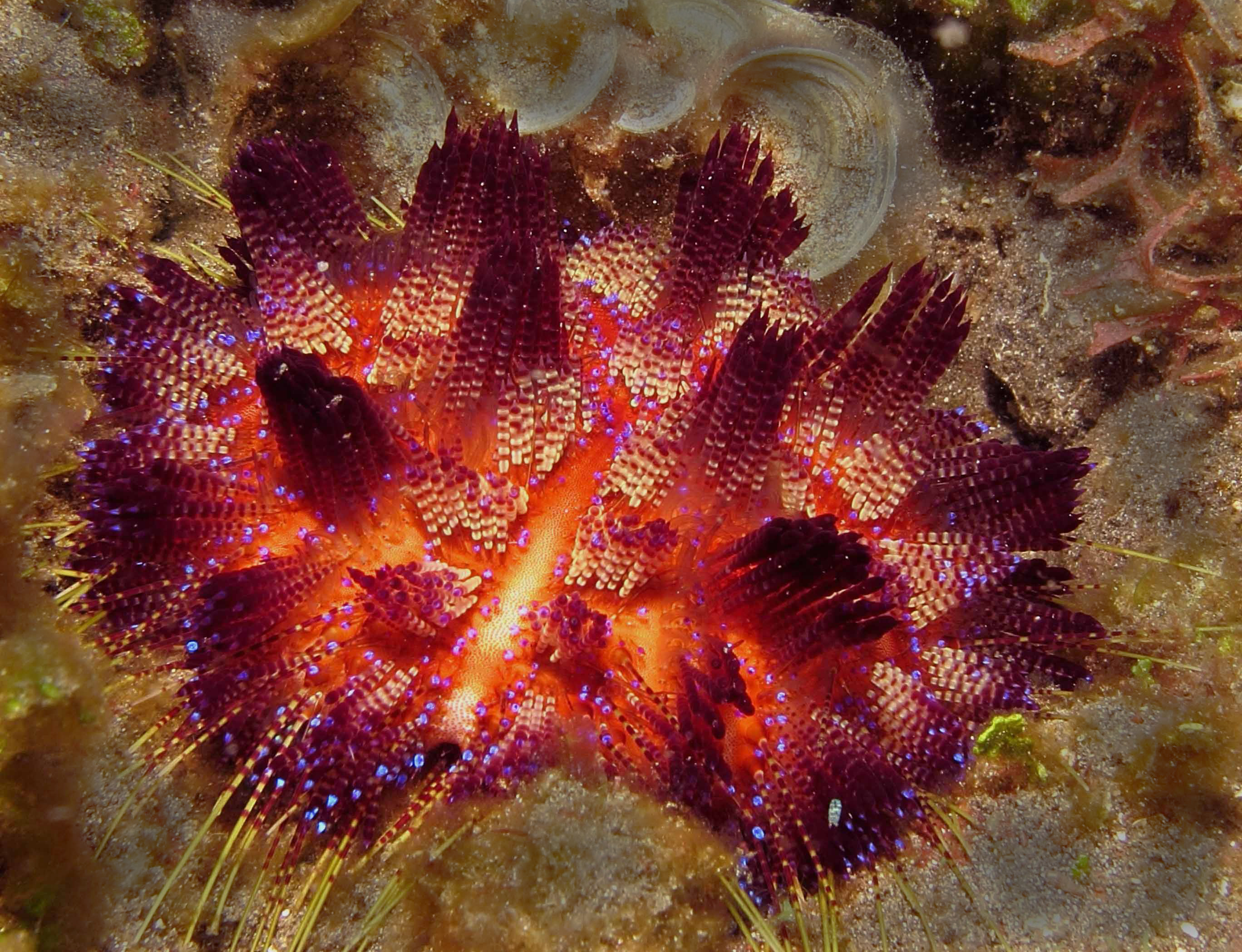
Asthenosoma varium.